# Blackline (société de logiciels)
 (février 2023).
Blackline est une société américaine de logiciels d'entreprise qui développe des services basés sur le cloud conçus pour automatiser et contrôler l'ensemble du processus de clôture financière. La société compte 11 bureaux dans le monde.

## L'histoire

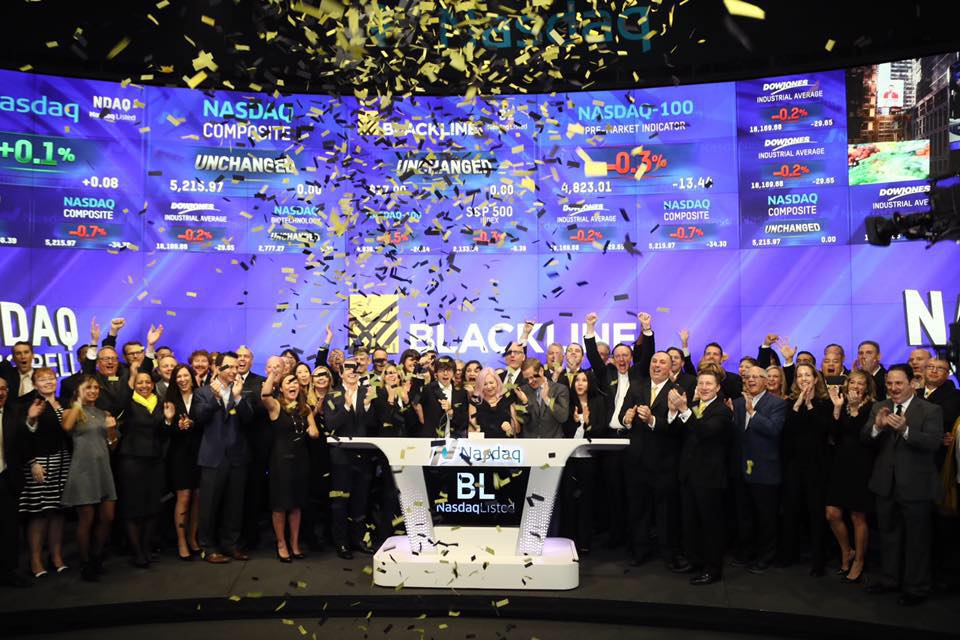
BlackLine présent lors de la cérémonie de la cloche du Nasdaq MarketSite.

BlackLine a été fondée en 2001 par Therese Tucker, ancienne CTO de SunGard Treasury Systems. L'objectif initial était d'aider les clients à remplacer leur utilisation d'Excel par une suite de logiciels de comptabilité. La société a fonctionné sans financement extérieur jusqu'en 2013, lorsque la société de capital-investissement Silver Lake Partners a investi plus de 200 millions de dollars dans la société.
L'introduction en bourse de la société a eu lieu le 28 octobre 2016; ils sont cotés au Nasdaq sous le symbole BL.